# Charles T. Cleveland

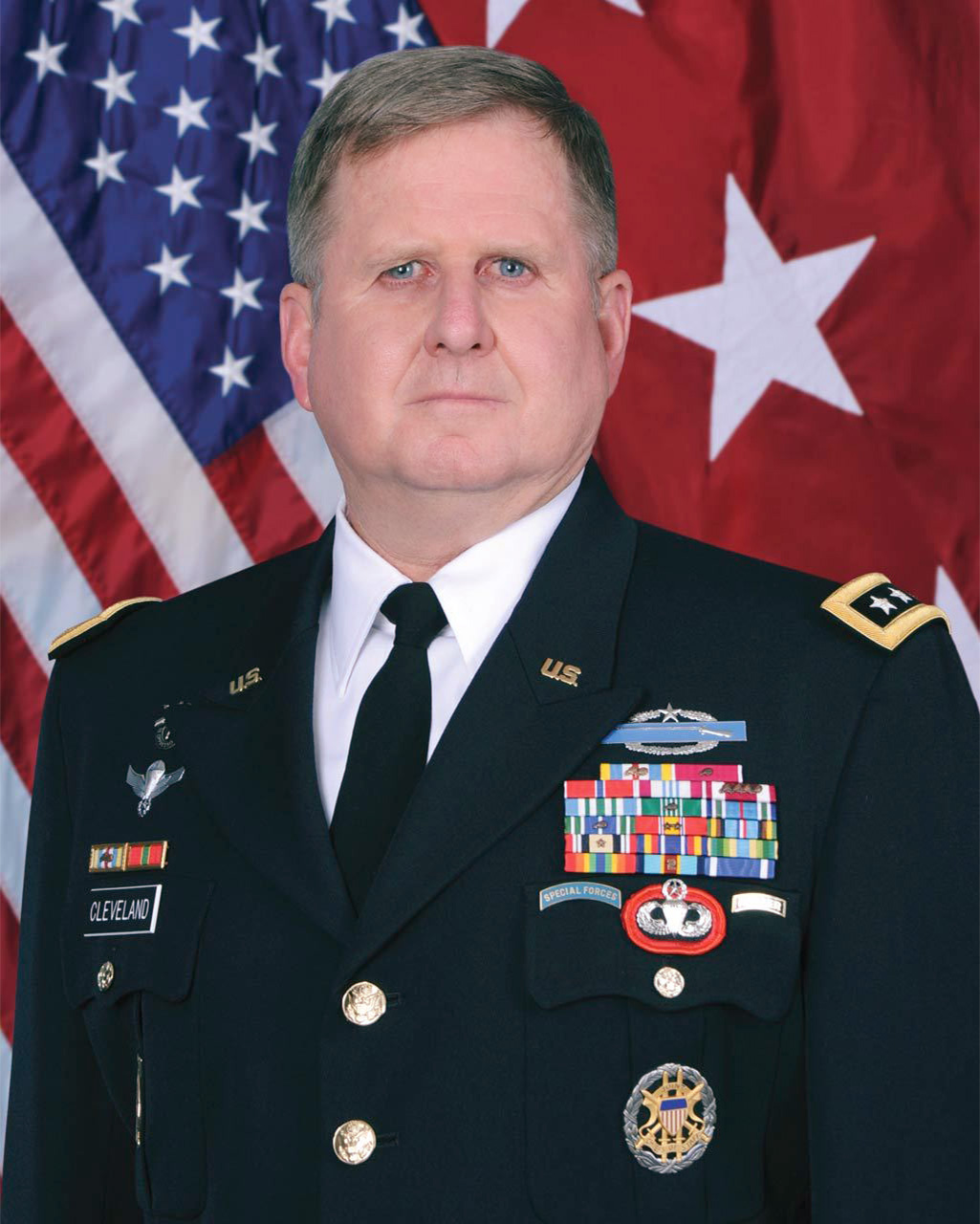
Charles T. Cleveland (2012)

Charles Thomas Cleveland (* 10. März 1956 in Kalifornien) ist ein pensionierter Generalleutnant der United States Army. Er war unter anderem Kommandeur des United States Army Special Operations Commands.
Charles Cleveland wuchs in Arizona auf. In den Jahren 1974 bis 1978 durchlief er die United States Military Academy in West Point. Nach seiner Graduation wurde er als Leutnant in das Offizierskorps des US-Heeres aufgenommen. In der Armee durchlief er anschließend alle Offiziersränge vom Leutnant bis zum Drei-Sterne-General.
Im Lauf seiner militärischen Karriere absolvierte er verschiedene Kurse und Schulungen. Dazu gehörten unter anderem der Military Intelligence Officer Advance Course, das Command and General Staff College, das Armed Forces Staff College und das United States Army War College. Außerdem studierte er am Defense Language Institute in  Monterey in Kalifornien die deutsche Sprache.
Im Verlauf seiner militärischen Karriere war Charles Cleveland hauptsächlich bei Sondereinheiten (Special Forces) tätig. In diesem Bereich kommandierte er verschiedene Einheiten. In den Jahren 1987 bis 1990 war er in Panama stationiert. Dort kommandierte er unter anderem eine Kompanie. Dann diente er als Stabsoffizier in einem Bataillon der 7th Special Forces Group. In dieser Zeit war er an militärischen Einsätzen in El Salvador und Bolivien beteiligt. Dort ging es um die Bekämpfung der Drogenkriminalität. Außerdem nahm er an der US-Invasion in Panama teil.
Nach einer zwischenzeitlich anderen Verwendung war Cleveland in den Jahren 1993 bis 1995 Stabsoffizier in der Special Operations Division der Joint Chiefs of Staff in Washington, D.C. Daran schloss sich eine Versetzung zum Fort Carson in Colorado an, wo er in den Jahren 1995 bis 1999 Stabsoffizier bei der 10th Special Forces Group war, einer Sondereinheit im Bereich Luftverteidigung (Airborne). Danach kehrte er in die Bundeshauptstadt Washington, D.C. zurück wo er bei der Heerespersonalverwaltung (Army Personnel Command) Abteilungsleiter für den Bereich Sondereinheiten (Special Forces) war.
In den Jahren 2001 bis 2003 war Charles Cleveland im Irakkrieg eingesetzt. Dort kommandierte er die 10th Special Forces Group und die Combined Joint Special Operations Task Force-North. Danach wurde er Stabschef beim US Army Special Operations Command. In den Jahren 2005 bis 2008 kommandierte er das United States Special Operations Command South, das dem United States Southern Command untersteht. Daran schloss sich eine Versetzung zur MacDill Air Force Base in Florida an. Dort kommandierte Cleveland in den Jahren 2008 bis 2011 das United States Special Operations Command Central, das dem United States Central Command untersteht.
Am 24. Juli 2012 übernahm er als Nachfolger von John F. Mulholland Jr. das Kommando über das United States Army Special Operations Command, dessen Stabschef er zuvor bereits gewesen war. Dieses Kommando bekleidete er bis zum 1. Juli 2015 als Ken Tovo seine Nachfolge antrat. Wenig später trat er in den Ruhestand.
Seit seiner Pensionierung ist Charles Cleveland für einige Organisationen und Stiftungen tätig, darunter die Non-Profit Stiftung  Spirit of America Foundation.

## Orden und Auszeichnungen
Charles Cleveland erhielt im Lauf seiner militärischen Laufbahn unter anderem folgende Auszeichnungen:
- Army Distinguished Service Medal
- Defense Superior Service Medal
- Legion of Merit
- Bronze Star Medal
- Defense Meritorious Service Medal
- Meritorious Service Medal
- Joint Service Commendation Medal
- Army Commendation Medal
- Joint Service Achievement Medal
- Army Achievement Medal
- Joint Meritorious Unit Award
- Superior Unit Award
- National Defense Service Medal
- Armed Forces Expeditionary Medal
- Iraq Campaign Medal
- Global War on Terrorism Service Medal
- Armed Forces Service Medal
- NATO-Medaille